# Þórður Víkingsson
Þórður Víkingsson (Thordhur, 872 - 950) fue un vikingo de Noruega que emigró a Islandia donde fundó un asentamiento en Alviðra, Núpur í Dýrafirði, Vestur-Ísafjarðarsýsla. Fue el primer goði del clan familiar de los Dýrfirðingar. Se casó con Þjóðhildur Úlfsdóttir (n. 895), hija de Úlfur skjálgi Högnason, y de esa relación nacieron dos hijos, Þorvaldur Þórðarson (n. 940) y Þorkell Þórðarson.